# Diotim d'Atenes
Diotim (en grec antic: Διότιμος, llatí: Diotīmus) va ser un historiador de l'antiga Grècia natural d'Atenes que va escriure una història d'Alexandre el Gran. Es desconeix l'època en què va viure; solament es coneix per una breu referència d'Ateneu de Nàucratis, qui l'esmenta juntament amb Arist de Salamina.